# Lubina
Lubina (en hongrois : Lobonya) est une commune du district de Nové Mesto nad Váhom, dans la région de Trenčín, en Slovaquie.

## Histoire
La première mention écrite du village date de 1392. Il fait partie du Royaume de Hongrie jusqu'à la proclamation de la république en 1918.

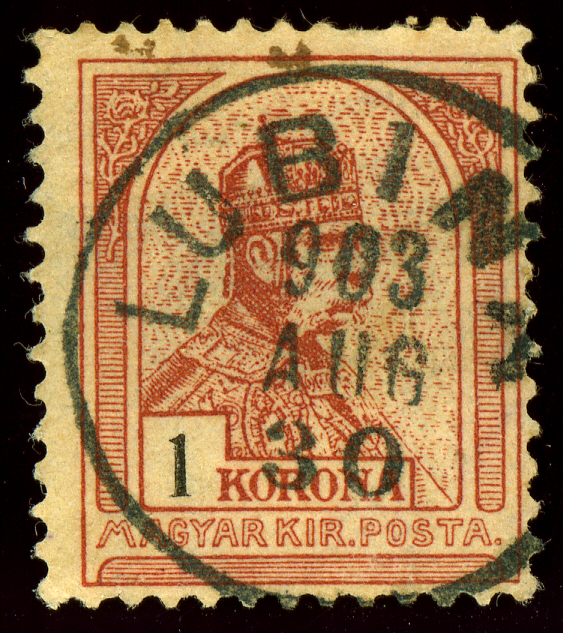
Timbre hongrois de 1903

## Démographie

### Évolution de la population
| Année:               | 1994. | 2004.   | 2014.   | 2024.   |
| -------------------- | ----- | ------- | ------- | ------- |
| Nombre de personnes: | 1561  | 1465    | 1385    | 1505    |
| Différence:          |       | -6,14 % | -5,46 % | +8,66 % |

| Année:               | 2023. | 2024.   |
| -------------------- | ----- | ------- |
| Nombre de personnes: | 1478  | 1505    |
| Différence:          |       | +1,82 % |